# Sheryl Crow (album)
Sheryl Crow is Sheryl Crows tweede album uit 1996.

## Achtergrondinformatie
Na het succes van Tuesday Night Music Club groeide Sheryl Crow uit tot een wereldster. Ze toerde bijna drie jaar lang non-stop over de wereld.
Het succes had echter ook mindere kanten: een aantal van de muzikanten die speelden op Tuesday Night Music Club claimden dat ze recht hadden op meer royalty's. Om aan te tonen dat ze ook zelf een goed album kon afleveren, schreef en produceerde ze haar tweede album zo goed als alleen (en hanteerde ze haar eigen naam als titel van het album). Aanvankelijk was ze de studio ingedoken met Bill Bottrell, de producer van haar debuut, maar wegens artistieke meningsverschillen scheidden hun wegen al snel. De enige andere naam die een aantal malen voorkomt in de 'credits' is die van Jeff Trott, voormalig gitarist van de band 'World Party'.
Waar haar debuutalbum een langzame start kende, was het tweede album gelijk een groot succes. Gezien de donkere en politieke lading van sommige nummers was dit opmerkelijk. Zo handelt 'Redemption Day' over de Bosnische Burgeroorlog, 'Sad Sad World' over de zelfmoord van een vriend, en gaat 'Hard to Make a Stand' over dakloos zijn.

## Tracklist
1. Maybe Angels
2. A Change Would Do You Good
3. Home
4. Sweet Rosalyn
5. If It Makes You Happy
6. Redemption Day
7. Hard to Make a Stand
8. Everyday Is a Winding Road
9. Love Is a Good Thing
10. Oh Marie
11. Superstar
12. The Book
13. Ordinary Morning

### Bonustracks Europa
1. Sad Sad World
2. Hard to Make a Stand (alternate version)

### Bonustrack VS
1. Free Man